# Šmartno pri Slovenj Gradcu
Šmartno pri Slovenj Gradcu – wieś w Słowenii, w gminie miejskiej Slovenj Gradec. W 2018 roku liczyła 1200 mieszkańców. 